# Jørgen Marcussen
 Der er flere personer med dette navn, se Jørgen Marcussen (atlet).
Jørgen Valdemar Marcussen (født 15. maj 1950 i Nødebo Sogn, Gadevang ved Hillerød) er en tidligere dansk cykelrytter.
Blandt karrierens største resultater var en bronze-medalje ved VM i landevejsløb i 1978 og en samlet sejr i et af datidens største amatørløb, Grand Prix Wilhelm Tell i 1975. I 1980 hentede han en etapesejr i Giro d'Italia og i 1981 blev det til en samlet fjerdeplads i Vuelta a España.
Efter afslutningen af sin aktive karriere var Jørgen Marcussen dansk landstræner med en række successer i midthalvfemserne, blandt andet VM-guld til Alex Pedersen i 1994, OL-sølv til Rolf Sørensen i 1996 og VM-sølv til Bo Hamburger i 1997. I 2001 var Macs sportsdirektør på tyske Team Coast og derefter et år hos danske CSC-Tiscali. Fra 2008 var Macs tilbage som sportsdirektør, denne gang på danske Team Løgstør (www.team-logstor.dk).
Jørgen Marcussen er gift med den ligeledes tidligere cykelrytter Karina Skibby, som er søster til den også tidligere professionelle cykelrytter Jesper Skibby. Parret boede i Jørgens hjemby, Gadevang, indtil 2018, hvor Jørgen Marcussen dyrkede cykling på motionsplan, bl.a. med sin bror Bjarne og sin svigerfar, Willy Skibby. Nu bor parret og deres datter Ida-Marie i Rønne på Bornholm.